# إرنست فوستر
إرنست فوستر (23 نوفمبر 1873 - 16 أبريل 1956) (بالإنجليزية: Ernest Foster)‏ هو لاعب كريكت بريطاني (وحمل سابقاً جنسية المملكة المتحدة لبريطانيا العظمى وأيرلندا).